# 上海ジャピオン
『上海ジャピオン』（シャンハイ―）は、中国上海市で発行されている週刊の日本語フリーペーパー。中国語名は「閲読上海」。

## 概要
上海ジャピオンは中国の上海で、上海天益成広告有限公司が毎週金曜日に発行している日本語フリーペーパー。発行部数は2万部/週。
ジャピオンとはJapan（ジャパン）とChampion（チャンピオン）から作られた造語である。
飲食・旅行・不動産・スクール・医療・美容など、地域に根ざした生活情報を中心に提供。日本の芸能・スポーツ記事も掲載している。
日本料理店、日系スーパー、マンション、語学学校、病院、人材会社、留学生寮など、上海各地の約900カ所に配布されている。

## 内容構成

### 特集
- メイン記事

### トピックス
- 街の話題、お得なキャンペーン情報

### ローカルニュース
- 地元のニュースを5分でチェック。現地の中国人なら誰もが知っている中国語の情報を日本語に翻訳して掲載。

### ビジネスニュース
- 一週間分の中国関連のビジネスニュース

### スクール
- 続・筆談の落とし穴：40代駐在員・山本さんと20代の部下・張くんの筆談話
- カピパラ親子のススメおけいこ：カピパラ親子が習い事を紹介
- カピパラ親子のおうちでおけいこ：カピパラ親子がオンラインでできる習い事を紹介
- 解答ルパンの挑戦状：つなキャラのつなルパンが中国語スクールの先生に質問を投げかける。中国語初心者向け記事
- 上海のスクールリスト

### グルメ
- 今週もゴチになります：お得なキャンペーンが付いた記事
- JUST OPEN：ニューオープンのお店を紹介。キャンペーンが付く
- 今週のワイマイ：様々な国、地域のデリバリメニューを実際にオーダーして紹介
- 俺のジャピコレ：駐在員ホーリーが、上海のB級ローカル飯を実際に買いに行って紹介する記事

### 暮らし
- 上海街並み探検隊：つなガールが上海のあちこちに点在する歴史建築を紹介
- 上海の不動産・引っ越し・暮らしのリスト

### 医療
- お医者さんの御用達：医者に聞くオススメ健康グッズ
- 日本人がよく利用する病院リスト

### 芸能・スポーツ
- 日本の芸能とスポーツの情報

### クラシファイド
- 友達募集、メンバー募集、県人・年代・OB会、サークルイベント、伝言、求人、物件、売りたい、ビジネスサービス、カルチャー、家庭教師

### コラム
- ここいいね ：旬なスポット、スイーツなどを紹介
- ナンプレ
- 熱々チャイなう ：中国国内の流行語や流行の話題を紹介
- 法律相談 ：日本人からの困りごと相談という形式で中国の法律を紹介。日本の法律との比較も楽しい
- 教えてアーイー ：子持ち家族のリレーエッセイ
- 投稿！読ホウ王国 ：投稿記事。形式を変えながら長期に渡り続く記事

### ファッション・ギフト
- 街角ギフト：友人へプレゼントのため地元ショップを巡る
- スマホdeショッピング：ネット通販で見つけたおもしろ商品

### 美容・健康
- 読者モデル体験レポート：読者が実際にお店を訪問し体験した感想
- 中国コスメトーク：中国コスメを対話形式で紹介
- ジャピオン健康&美容店舗リスト

### イベント
- イベントダイジェスト：コンサート、ステージ、映画、アート、クラブ、スポーツ、その他

## 配送
- 上海市内に毎週約900か所に配布。主に日本食レストラン、日本食材店、語学学校、不動産屋、旅行会社など。

## 姉妹誌
- 北京ジャピオン　2007年4月に創刊。毎週月曜日発行。
- 広東ジャピオン　2008年1月に創刊。毎週月曜日発行。
- 台北ジャピオン　2015年6月に創刊。毎週月曜日発行。

## キャラクター
- つなガール
- 真的マン